# Oplatocera mandibulata
Oplatocera mandibulata är en skalbaggsart som beskrevs av Miwa och Mitono 1935. Oplatocera mandibulata ingår i släktet Oplatocera och familjen långhorningar.
Artens utbredningsområde är Taiwan. Inga underarter finns listade i Catalogue of Life.